# David Meier (Schauspieler)
David Meier (* 12. August 1996 in Alsfeld) ist ein deutscher Schauspieler.

## Leben
Meier fing 2009 im Alter von zwölf Jahren am Hessischen Landestheater in Marburg an, erste schauspielerische Erfahrungen zu sammeln. 2013 bewarb er sich für eine Rolle in der Kinder- und Jugendserie Schloss Einstein, wo er von 2013 bis 2016 als David Groth zu sehen war. Im März 2016 spielte er die Gastrolle Luis Kramer in der RTL-Daily Gute Zeiten, schlechte Zeiten.
Seit Dezember 2024 betreut er als Social Media Host zusammen mit Chiara Battaglia den Instagram-Kanal von ndrniedersachsen.

## Filmografie
- 2013–2016, 2021: Schloss Einstein (Fernsehserie)
- 2014: KI.KA LIVE: Schloss Einstein Backstage
- 2014: ...und einer zeichnet die Realität (Kurzfilm)
- 2015: Seid
- 2016: Gute Zeiten, schlechte Zeiten (Fernsehserie)
- 2017: Jugend ohne Gott
- 2018: Der Lehrer (Fernsehserie, Staffel 6, Folge 10)

## Theater
- 2010: Wir im Finale als Trainer
- 2011: Romeo und Julia als Lorenzo
- 2012: Krabat als Lobosch

## Auftritte
- 2013/2014: KiKA LIVE